# Мердански манастир
Мерданският девически манастир „Свети 40 мъченици“ е православен манастир, разположен близо до село Мерданя, на 10-ина километра южно от градовете Лясковец и Горна Оряховица и на 14 км източно от Велико Търново.

## История
Манастирът е основан през ХІІІ век по времето на Втората българска държава. Според легендата, манастирът е основан на мястото, където търновският патриарх Йоанкий II посреща тържествено цар Иван Асен II след победата му при Клокотница, станала в деня на празника на св. Четиридесет мъченици Севастийски.
В средата на XIX век богатият еленчанин хаджи Кесарий Хорозов изкупува бившите манастирски имоти. През 1853 г. построява църквата и жилищните сгради със собствени средства и става игумен на новооткрития манастир.
Църквата е еднокорабна, едноапсидна сграда, с обширно преддверие и висок купол. Първоначално не е била изографисана. След реставрацията ѝ през 1982 – 1984 г. е изрисувана със стенописи. Запазени са някои икони от XIX век, рисувани предимно от представители на Тревненската школа като зограф Ценю Симеонов. По време на освободителните борби на българите игуменът Кесарий Хорозов е сподвижник на Васил Левски. Архимандрит хаджи Кесарий е завършил духовна семинария в Букурещ, което не му пречи да се прояви и като умел строител – чешмата, която построил в двора, както и високите зидове, с които оградил манастира, още се ползват. Игуменът открил и вечерно килийно училище в манастира, което се посещавало от жители както на Мерданя, така и на околните села.
След смъртта на хаджи Кесарий през 1893 г. повечето от монасите напуснали манастира, който постепенно западнал. По-късно манастирът е възобновен като девически, какъвто и остава.
Манастирският комплекс е обявен за паметник на културата.